# 7726 Olegbykov
A 7726 Olegbykov (ideiglenes jelöléssel 1974 QM2) a Naprendszer kisbolygóövében található aszteroida. Ljudmila Ivanovna Csernih fedezte fel 1974. augusztus 27-én.